# Hugo Hultenberg
Ludvig Gunnar Hugo Hultenberg, född 19 februari 1870 på Borgholms kungsgård i Räpplinge församling på Öland, död 5 november 1947 i Matteus församling, Stockholm
, var en svensk skolman och översättare.

## Biografi
Hultenberg blev filosofie doktor och docent i romanska språk vid Uppsala universitet 1903, lärare i franska och engelska vid Uppsala enskilda läroverk 1899–1906, lektor i engelska och franska i Luleå 1907, var lektor vid Norra realläroverket i Stockholm 1912–1924 och vid Högre lärarinneseminariet på samma ort 1924–1936. Hultenberg var studierektor vid Franska skolan i Stockholm 1934–1937. Han författade läroböcker i franska och verkställde en mängd översättningar både från detta språk och från engelska, tyska och norska. Mest bekant har Hultenberg blivit som elegant och skicklig översättare av bland andra Winston Churchill, Anatole France, Sinclair Lewis, Maurice Maeterlinck, Romain Rolland, Rabindranath Tagore och Stefan Zweig samt genom sin franska skolgrammatik.

## Familj
Hultenberg var son till handlanden och arrendatorn Ludvig Hultenberg (1818–1892) och Sofia Eneman.  Han var gift med översättaren Maud Berg (1879–1963), som var dotter till landshövdingen Lars Berg och Ellen Weidenhielm. Hugo och Maud Hultenberg hade tillsammans döttrarna Maj (gift Wahren) och Gunnel (gift Lilja).

## Skrifter (urval)
- Le renforcement du sens des adjectifs et des adverbes dans les langues romanes (Upsala, 1903) [Diss. Uppsala universitet]
- Fransk skolgrammatik (Norstedt, 1906). Senaste uppl. 1951
- Premier livre de lecture française (Norstedt, 1909). Senaste uppl. 1946
- Anmärkningar till Prosper Mérimées Colomba (Bonnier, 1929)

## Översättningar (urval)
- Maurice Maeterlinck: Blommornas intelligens (L'intelligence des fleurs) (Hierta, 1908)
- Jules Verne: Till jordens medelpunkt (Voyage au centre de la terre) (Nordiska förlaget, 1911)
- Sir Walter Scott: Ivanhoe (Nordiska Förlaget, 1912)
- Gerhart Hauptmann: Emanuel Quint: dåren i Kristus (Der Narr in Christo Emanuel Quint) (Åhlén & Åkerlund, 1913)
- Arnold Bennett: Mannen med silvermynten (Teresa of Watling Street!: a fantasia on modern themes) (Nordiska förlaget, 1915)
- Romain Rolland: Ovan stridsvimlet (Au-dessus de la mêlée) (Norstedt, 1916)
- Romain Rolland: Tolstoi (Vie de Tolstoï) (Norstedt, 1917)
- Knut Hamsun: Markens gröda (Markens grøde) (Svenska Andelsförlaget, 1918)
- Rabindranath Tagore: Hemmet och världen (The home and the world) (Norstedt, 1921)
- William Butler Yeats: Irländska dramer (Norstedt, 1923)
- Winston S. Churchill: Världskrisen 1911–1918 (The world crisis 1911–1918) (Skoglund, 1931)
- Albert Schweitzer: Indisk livssyn : mystik och etik (Die Weltanschauung der indischen Denker) (Diakonistyrelsen, 1935)
- Stefan Zweig: Hjärtats oro (Ungeduld des Herzens) (Skoglund, 1939)
- Herman Melville: Moby Dick eller den vita valen (Moby Dick) (Ljus, 1943)
- Eric Linklater: Det blåser på månen (The wind on the moon) (Norstedt, 1945)
- Alexandre Dumas: Den röda sfinxen (Le Comte de Moret) (Ljus, 1947)

## Priser och utmärkelser
- 1945 – Letterstedtska priset för översättningar av Winston Churchill och Stefan Zweig